# Stanislav Martinec
Stanislav Martinec (* 30. října 1938 České Budějovice) byl český keramik a sochař.

## Život a dílo
Stanislav Martinec se narodil 30. října 1938 v Českých Budějovicích. V letech 1953 až 1957 studoval keramickou malbu na Střední průmyslové škole keramické v Bechyni. Od roku 1960 pracoval v keramickém družstvu Keramo. 
Od roku 1973 se věnuje volné tvorbě a tvoří drobné figurální plastiky a keramické reliéfy. Tematicky čerpá z městského prostředí a přírody. Ve své tvorbě rád ztvárňuje stavby, často antické památky zrcadlící pomíjivost. Keramiku vytváří téměř výhradně sochařskými postupy. 
Drobné plastiky, volně modelované z ruky, jsou typické rozkládáním vžitého objemu a tvaru. Bohatě členité ženské postavy či ženská torza  barokních tvarů a křivek se dramaticky stáčejí nebo strnule pózují.
Další díla tematicky směřují k surrealistickému imaginativnímu vyjádření. Na realizacích pro architekturu spolupracoval často s keramikem Ctiradem Stehlíkem.
Jeho díla jsou instalovaná doma i v zahraničí. V budově Vysoké školy báňské – Technické univerzity Ostrava, jako součást expozic jejího Univerzitního muzea Vysoké školy báňské – Technické univerzity Ostrava, je jeho reliéf z glazované keramiky „Hornictví a příroda“.
Manželka Věra Martincová (* 1940) je rovněž keramička, věnuje se především keramice točené na hrnčířském kruhu, s drobnou plastickou dekorací.